# Nei giardini della mente
Nei giardini della mente (In the Mind's Garden nel circuito filmico internazionale) è un film documentario del 2022 diretto da Matteo Balsamo. L'opera tratta il tema della salute mentale attraverso la testimonianza di pazienti, psichiatri e giornalisti. Tra i numerosi riconoscimenti, il film è stato selezionato alla 38ª edizione del Festival internazionale del cinema di Varsavia.

## Trama
Il film si apre sulle immagini di repertorio con le manifestazioni per i diritti dei pazienti psichiatrici all'epoca di Franco Basaglia. Si presentano i primi testimoni: Carmine Munizza, psichiatra; Lucilla Gigli, responsabile degli Archivi Storici dell'Ospedale neuropsichiatrico di Arezzo; Enrico Di Croce, psichiatra. 
Di Croce sostiene che la malattia mentale abbia suscitato sempre uno scarso interesse nel dibattito pubblico e che prevalgano gli stereotipi; che lo stigma della malattia mentale non abbia pari: quella del malato psichiatrico rappresenta l'unica categoria di persone fragili che non è protetta neanche dall'ipocrisia del politicamente corretto. La riforma di Basaglia, dice Di Croce, partiva dal presupposto che il manicomio, per com'era organizzato, non poteva essere un luogo di cura perché negava di fatto delle potenzialità terapeutiche: era, anzi, profondamente antiterapeutico. La riforma basagliana, prosegue Di Croce, assecondava invece la riscoperta della relazione da parte dei malati: il compito degli operatori diventava quello di restituire ai pazienti la possibilità di entrare in relazione con chi stava loro intorno, trasformando quello che era un ambiente di esclusione in un ambiente di inclusione. Di Croce evidenzia come, entrando in manicomio, si venisse spogliati del proprio status giuridico, dei diritti civili e della possibilità di agire. Chiunque avesse una malattia mentale, puntualizza Di Croce, non solo non era più un cittadino, ma neanche una persona; usciva dalla sfera del diritto e diventava una sorta di entità biologica, per cui l'inclusione, la responsabilizzazione, la valorizzazione diventavano imprese disperate.
In una sequenza tratta dall'Archivio Orale di Anna Maria Bruzzone, si ascolta l'intervista a un paziente che, pur non contrario all'abolizione degli ospedali psichiatrici, esprime preoccupazione rispetto alla propria collocazione nella società. A proposito dell'archivio, Lucilla Gigli afferma che una difficoltà è stata anche quella di rintracciare i parenti dei malati, perché la famiglia non voleva si sapesse che il proprio congiunto fosse stato chiuso in un ospedale psichiatrico. Dall'archivio orale di Anna Maria Bruzzone, viene riportata la testimonianza di una paziente che aveva visto giovani in camicia di forza legati al letto.
Il fotografo Gin Angri racconta della prima volta in cui è entrato all'Ospedale psichiatrico San Martino di Como e ha cominciato a lavorare sulle cartelle dei pazienti registrate nell'arco di oltre cento anni, accennando a ragazzi preadolescenti con parenti che non li volevano a casa. Angri sostiene che il matto abbia sempre fatto paura perché schizza fuori dall'ordinario, non si può controllare completamente con i farmaci o la contenzione, e critica il cattivo uso sui media della parola "folle". A Maputo, in Mozambico, Gin Angri ha fotografato i pazienti dell'ospedale psichiatrico durante la guerra civile. Il direttore, racconta Angri, era un medico cubano che riceveva un compenso di $5 al mese. Fondatore dell'associazione Oltre il Giardino e dell'omonima rivista, Gin Angri combatte contro lo stigma della malattia mentale. Si chiede cosa sia la normalità: una linea molto fragile e frammentaria. Una persona normale si può scheggiare in un frangente, dice.
Alberto Gaino, giornalista, si è occupato delle storie dei bambini secondo le testimonianze dei medici che li hanno seguiti, affinché risultasse la vera natura dei manicomi: non luoghi di cura, ma di custodia. Erano bambini che, a volte, avevano appena imparato a camminare. Per la legge, si doveva essere registrati al casellario giudiziario come "persone pericolose". Gaino ragguaglia poi su una sua ricerca del 1971 quando, analizzando la mortalità dell'ospedale psichiatrico di Collegno, arrivò alla conclusione che, rispetto alla mortalità generale della città di Torino, si moriva più facilmente e prima in ospedale psichiatrico con una proporzione del 30% in più.
Gianni Berengo Gardin, fotoreporter, parla del suo libro Morire di classe, documentato insieme a Carla Cerati, e testimonia vari tipi di violenza praticata sui malati. Gardin ricorda come Basaglia, in qualità di direttore dell'ospedale psichiatrico di Gorizia, avesse portato dei cambiamenti rivoluzionari ancora prima della Legge 180 come, ad esempio, far abbattere le inferriate da parte dei pazienti; sostituire i camicioni dei malati con abiti civili o, ancora, abolire la rasatura dei capelli. Anche quando uscivano dall'ospedale, i malati erano bollati con un timbro sulla carda d'identità, dice Gardin: "pericoloso per sé e per gli altri". 
Livio Senigalliesi, fotoreporter, dichiara di essere interessato al mondo dei vinti, i tanti che restano triturati dalla macchina della Storia e vengono emarginati. Durante il periodo in cui l'Alleanza Atlantica bombardava la Serbia e il Kosovo, Senigalliesi fotografa l'ospedale psichiatrico di Niš. Si viveva in gruppi misti, tra cui molti bambini, sostiene il fotoreporter: erano stati lasciati lì da profughi in fuga che non potevano portarsi dietro i figli malati. All'ospedale psichiatrico di Pazarić, invece, i pazienti rimasero chiusi tre anni mentre la guerra imperversava, prosegue Senigalliesi, ed erano scheletriti, devastati dalla fame e dalla malattia: si erano accorti che era scoppiata la guerra solo perché non arrivavano più medici né infermieri, né medicine né cibo. Morirono di fame e di stenti perché mangiavano l'erba.
La fotografa Antonella Pizzamiglio riferisce di essere stata chiamata da Franco Rotelli a Trieste, nel 1989, per lavorare con la fotografia insieme agli ex degenti dell'ospedale psichiatrico. Durante una riunione con Rotelli, Pizzamiglio racconta di aver ascoltato una telefonata in cui Rotelli parlava dell'imminente Convegno Mondiale della Psichiatria ad Atene, ravvisando la necessità di smantellare la struttura psichiatrica che si trovava sull'Isola di Lero, in Grecia, con oltre duemila internati a cielo aperto: un obiettivo che si sarebbe potuto ottenere solo scuotendo il mondo della psichiatria col materiale documentale, dice Pizzamiglio. La fotografa si propone quindi di andare sull'isola a documentare la situazione. Sull'isola non si poteva entrare né uscire senza essere controllati, dichiara Antonella Pizzamiglio, e la troupe francese che aveva tentato di fare un servizio qualche anno prima era stata picchiata e buttata in mare. Con una piccola Minox, Pizzamiglio si introduce in incognito nelle strutture e ritrae ammassi di gente che paragona ad animali, parla di gemiti e di un odore insostenibile. Quando viene scoperta, riesce a fuggire con un biplano e sviluppa le diapositive ad Atene, che vengono proiettate al Convegno Mondiale della Psichiatria davanti a un migliaio di persone. Il manicomio, racconta Pizzamiglio, è stato chiuso.
Poi il film di concentra sull'Associazione Oltre il Giardino di Como, in particolare con la testimonianza della sua Presidentessa Lucia Battaglia e di suo marito Giovanni Da Canal. Lucia Battaglia racconta di essere stata abusata dall'età di 11-12 anni da uno zio fino all'età di 18 anni. Sostiene di non essere stata aiutata dai fratelli, che sapevano. Nel '86, Lucia prende due flaconi di psicofarmaci e per due settimane è stata in rianimazione. Ad oggi, Lucia è una mamma di due figli.
Ugo Panella, fotoreporter, dice che la malattia mentale fa più paura di quella fisica perché quando la mente si incrina, diventa impenetrabile ai nostri occhi. Anche esteticamente i volti dei malati si trasformano e questo aumenta il rifiuto istintivo verso questo tipo di condizione. Panella descrive la sua esperienza al manicomio di Serra d'Aiello, dove Assunta Signorelli era stata chiamata per rimettere in sesto la struttura. Per quanto riguarda l'estero, Panella racconta del suo servizio uscito su La Repubblica riguardo alle condizioni dei pazienti psichiatrici in una zona del Somaliland, dove i malati erano incatenati, incarcerati in due metri quadri, e di giorno, portati fuori sotto il sole con una temperatura che poteva raggiungere i 45°C.
Laura Moretti, volontaria di Oltre il Giardino, parla dell'associazione e della rivista che viene prodotta con gli articoli dei pazienti che si ritrovano a Como presso il centro diurno dell'Ospedale psichiatrico di San Martino. Dice che ha imparato a non stigmatizzare. Agli associati bisogna dare una gratificazione autentica, se necessario: loro sanno che hanno un problema, non vale la pena rimarcarlo. 
Anche Donatella Galli è una volontaria di Oltre il Giardino e segue gli uditori di voci. Riferisce di voler aiutare gli altri attraverso le sue esperienze, la sua fragilità e le sue emozioni per poter compiere la trasmutazione di cui ha bisogno. Sostiene che il percorso degli uditori di voci sia difficile perché i pazienti non sono in grado di gestire le voci che sentono quotidianamente, al punto che vengono calmati con gli ansiolitici, gli antidepressivi e una serie di psicofarmaci. 
Rosanna Motta sente dodici voci che la molestano dal mattino alla sera e le tolgono le forze psicofisiche. Non sa se siano dettate da una disfunzione del cervello o se c'è qualcosa nell'etere che la obbliga a stare sottomessa: le voci la minacciano come se lei fosse l'autrice delle malefatte che invece sono loro a portare avanti nella società, dichiara. Ammette che potrebbero rappresentare la manifestazione dei suoi sensi di colpa, ma non le è chiaro se siano persone in carne ed ossa o frutto della sua immaginazione.
Daniela Pinoli si è avvicinata a Oltre il Giardino in seguito alla schizofrenia di suo figlio, che si è manifestata a 19 anni. Parla della difficoltà di individuare il disagio mentale perché non è fisico, si annida nei pensieri, nelle idee, nelle emozioni; e sottolinea l'incapacità della gente di relazionarsi con questo tipo di malattia. 
Carmine Munizza dice che i manicomi sono assurti agli onori della cronaca in quanto luoghi, non solo di esclusione, ma anche di violenza nei confronti delle persone più fragili. A quel punto una parte della società civile non ha potuto che far esplodere il problema. Munizza parla delle terapie fisiche: lo shock insulinico, lo shock cardiazolico, l'elettroshock. Sottolinea come, negli anni '40, Antonio Egas Moniz prese il Nobel per la medicina per la lobotomia. Alcune cartelle esaminate da Munizza riportavano l'esecuzione dell'elettroshock lobo pubico a scopo punitivo in quanto il paziente era masturbatorio. Lucilla Gigli parla della malarioterapia con l'iniezione di sangue malarico nei pazienti come forma di piretoterapia: forme di terapia da condannare con la sensibilità di oggi, dice Gigli, ma all'epoca si pensava fosse una terapia utile.
Il film si conclude con la testimonianza di Lucia Battaglia che, oltre agli abusi, ha perso una bambina di tre anni in un incidente stradale. Lei e il marito sono andati in crisi, gli assistenti sociali hanno sottratto loro i due figli di 8 e 10 anni. Dal gennaio 2021, i figli sono potuti rientrare a casa. Così Lucia lancia un messaggio ottimista: tutti possono farcela, basta poco; ma quel poco va cercato, perché se non lo si cerca, non si avrà mai.

## Riconoscimenti
- Premio Sponsor Gruppo Maffei, Matera Film Festival[3]
- Premio al Miglior Documentario, META Film Festival di Dubai[4]
- Premio per il Miglior Documentario, Festival del Cinema di Castel Volturno[5]
- Premio Giuria Giovani, Asti Film Festival[6]